# Anouk Faivre-Picon
Anouk Faivre-Picon (* 18. Februar 1986 in Pontarlier) ist eine ehemalige französische Skilangläuferin.

## Werdegang
Picon nahm bis 2010 vorwiegend am Alpencup teil, den sie 2010 gewinnen konnte. Ihr erstes Weltcuprennen absolvierte sie im Februar 2008 in Liberec, das sie mit dem 60. Platz über 7,6 km Freistil beendete. Ihre ersten Weltcuppunkte holte sie in der Saison 2008/09 beim Weltcupfinale in Falun. 2009 siegte sie beim Marathon de Bessans über 42 km Freistil. 2010, 2011, 2012 und 2014 gewann sie beim La Foulée Blanche über 42 km Freistil. In der Saison 2011/12 konnte sie in Davos mit dem achten Platz über 15 km Freistil ihr bisher bestes Weltcupeinzelergebnis erringen. Die Tour de Ski 2011/12 beendete sie auf den 20. Platz. Bei den französischen Skilanglaufmeisterschaften 2012 in Bessans gewann sie zweimal Gold und einmal Silber. Ihre besten Platzierungen bei den nordischen Skiweltmeisterschaften 2013 im Val di Fiemme waren der 18. Platz über 10 km Freistil und er 6. Platz mit der Staffel. Sie erreichte bei der Tour de Ski 2013/14 den 23. Platz. Ihre besten Resultate bei den Olympischen Winterspielen 2014 in Sotschi waren der 17. Rang im 30-km-Massenstartrennen und der vierte Platz mit der Staffel. Die Weltcupsaison 2013/14 beendete sie auf den 34. Platz in der Weltcupgesamtwertung. Bei den französischen Skilanglaufmeisterschaften 2014 in Prémanon gewann sie Gold im 7,5-km-Massenstartrennen. Bei den nordischen Skiweltmeisterschaften 2015 in Falun belegte sie den 26. Platz im Skiathlon, den achten Rang mit der Staffel und den fünften Platz über 10 km Freistil. Nach Platz drei und eins zu Beginn der Saison 2015/16 beim Alpencup in Hochfilzen errang sie bei der Tour de Ski 2016 den 29. Platz. Im März 2016 gewann sie, wie bereits in den Jahren 2012 und 2015, den Engadin Skimarathon. Im Januar 2018 siegte sie beim Marathon de Bessans. Im folgenden Monat lief sie bei den Olympischen Winterspielen in Pyeongchang auf den 35. Platz über 10 km Freistil, auf den 13. Rang im Skiathlon und auf den 12. Platz mit der Staffel.
In der Saison 2018/19 errang Picon den 18. Platz bei der Tour de Ski 2018/19 und bei den nordischen Skiweltmeisterschaften 2019 in Seefeld in Tirol den 26. Platz im 30-km-Massenstartrennen, den 20. Rang im Skiathlon und den achten Platz mit der Staffel. Im Februar 2019 gewann sie den Transjurassienne über 68 km Freistil und errang im April 2019 den zweiten Platz beim Ugra Ski Marathon. Sie erreichte damit den vierten Platz in der Gesamtwertung des Worldloppet Cups. Nach der Saison 2020/21 beendete sie ihre Karriere. Seit 2019 ist sie mit dem französischen Skilangläufer Mathias Wibault verheiratet.

## Erfolge

### Siege bei Continental-Cup-Rennen
| Nr. | Datum             | Ort            | Disziplin                       | Serie    |
| --- | ----------------- | -------------- | ------------------------------- | -------- |
| 1.  | 13. Dezember 2009 | Alta Badia     | 10 km Freistil Massenstart      | Alpencup |
| 2.  | 14. Februar 2010  | Forni di Sopra | 10 km Freistil                  | Alpencup |
| 3.  | 21. Februar 2010  | Gsies          | 30 km Freistil Massenstart      | Alpencup |
| 4.  | 6. März 2011      | Rogla          | 15 km Freistil Massenstart      | Alpencup |
| 5.  | 22. Dezember 2013 | Gressoney      | 10 km Verfolgung Freistil       | Alpencup |
| 6.  | 20. Dezember 2015 | Hochfilzen     | 10 km klassisch Individualstart | Alpencup |

### Siege bei Worldloppet-Cup-Rennen
Anmerkung: Vor der Saison 2015/16 hieß der Worldloppet Cup noch Marathon Cup.
| Nr. | Datum            | Ort            | Rennen              | Disziplin                  |
| --- | ---------------- | -------------- | ------------------- | -------------------------- |
| 1.  | 11. März 2012    | Maloja–S-chanf | Engadin Skimarathon | 42 km Freistil Massenstart |
| 2.  | 8. März 2015     | Maloja–S-chanf | Engadin Skimarathon | 42 km Freistil Massenstart |
| 3.  | 13. März 2016    | Maloja–S-chanf | Engadin Skimarathon | 42 km Freistil Massenstart |
| 4.  | 10. Februar 2019 | Lamoura        | Transjurassienne    | 68 km Freistil Massenstart |

### Sonstige Siege bei Skimarathon-Rennen
- 2009 Marathon de Bessans, 42 km Freistil
- 2010 La Foulée Blanche, 42 km Freistil
- 2011 La Foulée Blanche, 42 km Freistil
- 2012 La Foulée Blanche, 42 km Freistil
- 2014 La Foulée Blanche, 42 km Freistil
- 2018 Marathon de Bessans, 42 km Freistil

## Statistik

### Weltcup-Platzierungen
Die Tabelle zeigt die erreichten Platzierungen im Einzelnen.
- 1.–3. Platz: Anzahl der Podiumsplatzierungen
- Top 10: Anzahl der Platzierungen unter den ersten zehn
- Punkteränge: Anzahl der Platzierungen innerhalb der Punkteränge
- Starts: Anzahl gelaufener Rennen in der jeweiligen Disziplin
- Hinweis: Bei den Distanzrennen erfolgt die Einordnung gemäß FIS.

| Platzierung         | Distanzrennen a | Distanzrennen a | Distanzrennen a | Distanzrennen a | Distanzrennen a | Skiathlon Verfolgung | Sprint | Etappen- rennen b | Gesamt | Team c | Team c  |
| Platzierung         | ≤ 5 km          | ≤ 10 km         | ≤ 15 km         | ≤ 30 km         | > 30 km         | Skiathlon Verfolgung | Sprint | Etappen- rennen b | Gesamt | Sprint | Staffel |
| ------------------- | --------------- | --------------- | --------------- | --------------- | --------------- | -------------------- | ------ | ----------------- | ------ | ------ | ------- |
| 1. Platz            |                 |                 |                 |                 |                 |                      |        |                   |        |        |         |
| 2. Platz            |                 |                 |                 |                 |                 |                      |        |                   |        |        |         |
| 3. Platz            |                 |                 |                 |                 |                 |                      |        |                   |        |        |         |
| Top 10              |                 |                 | 1               |                 |                 |                      |        |                   | 1      |        | 7       |
| Punkteränge         | 5               | 16              | 4               | 3               |                 | 17                   | 1      | 6                 | 52     |        | 7       |
| Starts              | 17              | 32              | 8               | 3               |                 | 34                   | 22     | 13                | 129    |        | 7       |
| Stand: Karriereende |                 |                 |                 |                 |                 |                      |        |                   |        |        |         |

### Weltcupwertungen
| Saison  | Gesamt | Gesamt | Distanz | Distanz | Sprint | Sprint |
| Saison  | Punkte | Platz  | Punkte  | Platz   | Punkte | Platz  |
| ------- | ------ | ------ | ------- | ------- | ------ | ------ |
| 2008/09 | 5      | 119.   | 5       | 85.     | -      | -      |
| 2009/10 | 19     | 93.    | 9       | 86.     | -      | -      |
| 2010/11 | -      | -      | -       | -       | -      | -      |
| 2011/12 | 125    | 51.    | 89      | 36.     | -      | -      |
| 2012/13 | 50     | 68.    | 50      | 48.     | -      | -      |
| 2013/14 | 135    | 44.    | 81      | 31.     | -      | -      |
| 2014/15 | 41     | 82.    | 41      | 51.     | -      | -      |
| 2015/16 | 60     | 53.    | 51      | 35.     | 1      | 70.    |
| 2016/17 | -      | -      | -       | -       | -      | -      |
| 2017/18 | 40     | 74.    | 40      | 53.     | -      | -      |
| 2018/19 | 136    | 49.    | 84      | 35.     | -      | -      |